# Votanikos
Votanikos (griechisch Βοτανικός) ist ein Stadtteil der griechischen Hauptstadt Athen. Er ist nach dem südwestlich gelegenen Botanischen Garten benannt.  

## Lage
Votanikos liegt ca. 3 km westlich des Athener Stadtzentrums. Zu den angrenzenden Stadtbezirken gehören Akadimia Platonos, Profiti Daniil und (Kato) Petralona.

## Stadtbild

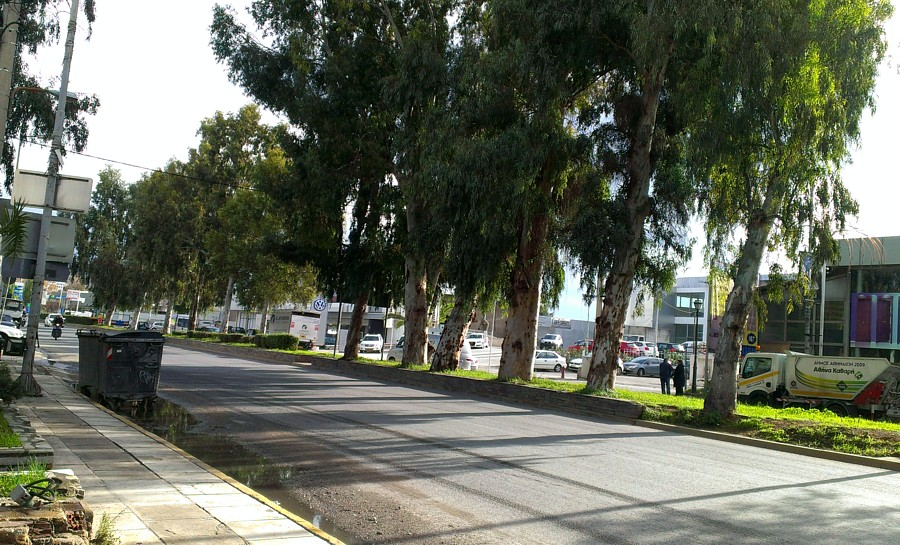
Die Iera Odos

Die Bebauung des Viertels mit Wohnhäusern begann in den ersten Jahrzehnten des 20. Jahrhunderts im Zuge des Wachstums von Athen. Gleichzeitig siedelte sich Industrie an. Nach dem Zweiten Weltkrieg und dem Griechischen Bürgerkrieg entstanden höhere Gebäude. Der östliche Teil des Stadtteils ist vorwiegend Wohngebiet, während der westliche Teil sowohl bewaldete Flächen als auch Industriegebiete umfasst. Wichtige Verkehrsachsen sind die Patsi-Straße im Westen, die Athinon-Allee im Norden, die Konstantinopouleos-Allee und eine Eisenbahnstrecke im Süden sowie die Petrou-Rally-Allee im Süden. Die historische Iera Odos verläuft durch das Gebiet. Votanikos hat rund 5.000 bis 6.000 Einwohner und eine Fläche von etwa 0,5 km².  

## Gebäude
In Votanikos entsteht aktuell das Votanikos Stadion, die neue Heimstätte von Panathinaikos Athen. Dieses wird bei Fertigstellung das größte reine Fußballstadions Griechenlands mit einer Kapazität von 40.000 Sitzplätzen sein. Neben dem Stadion entsteht ein Park und Einrichtungen für die anderen Sportarten des Breitenvereins. Die Fertigstellung des Komplexes ist für 2027 vorgesehen.

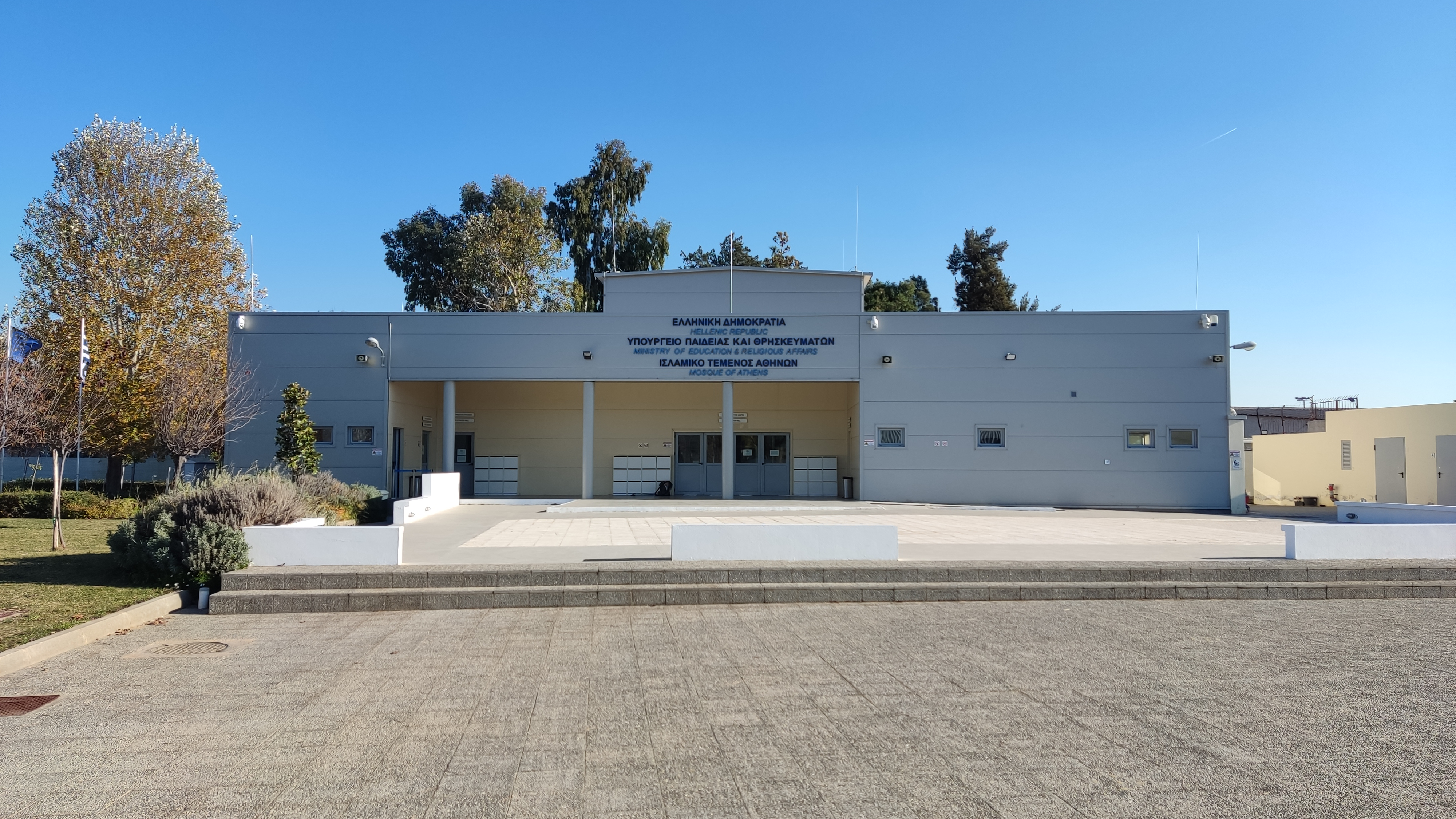
Die Athener Moschee

Die Athener Moschee befindet sich ebenfalls in Votanikos. Sie ist der erste staatliche Moschee-Neubau seit der Unabhängigkeit Griechenlands vom Osmanischen Reich. Finanziert wurde die Moschee ausschließlich mit Geldern des griechischen Staates. Das aus Stahl errichtete Gebäude ist nach Mekka ausgerichtet und etwa 1000 Quadratmeter groß sein. Das Grundstück dafür wurde von der griechischen Marine zur Verfügung gestellt und umfasst eine Fläche von 1,7 Hektar.